# Ebénézer Njoh-Mouellé
Pour les articles homonymes, voir Mouelle (homonymie).
Ebénézer Njoh-Mouellé, né le 17 septembre 1938 à Wouri-Bossoua, canton situé dans l'arrondissement de Yabassi, près de Douala, est un philosophe et homme politique camerounais.

## Biographie
Il a fait ses études secondaires au lycée Général-Leclerc de Yaoundé où il obtient le Baccalauréat en juin 1959. Grâce à une bourse d’études, il se rend en France pour poursuivre ses études supérieures. Ainsi, il s’inscrit au lycée de Garçons du Mans, puis au lycée Henri-IV de Paris, afin de préparer le concours d’entrée à l’École normale supérieure. 
En juin 1964, il obtient une Licence en Philosophie, suivie d'un DES de Philosophie et conclut par un Doctorat d’État de lettre et sciences humaines délivré par la Faculté de la Sorbonne, soutenu le 27 juin 1967 grâce à une bourse du Fonds spécial des Nations unies.
De retour au Cameroun en octobre 1967, il est recruté comme Chargé d’enseignement à l’École Normale Supérieure de Yaoundé. De 1968 à 1972, il est Directeur des Études dans cet établissement. Du 1er octobre 1972 au 25 août 1973, il est Directeur de l’Enseignement Supérieur au MINEDUC. Du 25 août 1973 au 28 juillet 1981, il est Secrétaire Général de l’Université de Yaoundé, puis du 28 juillet 1981 au 9 août 1984, il est Directeur de l’École Normale Supérieur de Yaoundé. Du 9 août 1984 au 6 mars 1987, il assume les fonctions de Directeur Général du Centre Universitaire de Douala. 
Au mois de juin 1990, il devient membre suppléant du Comité Central du RDPC. De juillet 1990 à mars 1992, il est Secrétaire Général du Comité Central du RDPC, mais, lors des élections législatives du 1er mars 1992, il subit un échec électoral relatif à l’acquisition de l’unique siège dans le département du Nkam. Il a été par ailleurs Conseiller Technique au cabinet du Président de la République (22 novembre 1986-1999), Député RDPC du Nkam à l’Assemblée Nationale (1997-2002) et Ministre de la Communication (22 septembre 2006- 7 septembre 2007).
Parmi ses ouvrages publiés aux Éditions CLE, figurent : De la médiocrité à l’excellence : essai sur la signification humaine du développement (1970), Jalons. Recherche d’une mentalité neuve (1971) et Jalons II. L’Africanisme aujourd’hui (1976).
Depuis le 18 novembre 2015 l'ancien ministre de la communication a été élu au Comité exécutif de l'UNESCO
Ebénézer Njoh-Mouellé a été président du Jury de l'édition 2017 des Grands prix des associations littéraires.

## Travaux
Il s'est rendu très rapidement célèbre par son premier livre De la médiocrité à l'excellence (1970), où il analyse les phénomènes qui entravent le développement du Cameroun et les moyens d'y échapper à terme. Ses démonstrations sont servies par une culture vaste prenant ses racines dans la philosophie grecque, romaine et européenne. Ce livre fait actuellement partie des ouvrages étudiés au programme de terminale du Cameroun. Il est publié par un éditeur camerounais : les éditions CLE.
La popularité de son œuvre auprès des milieux lettrés a valu à Ebénézer Njoh-Mouellé de se voir proposer en 1990 une place de secrétaire général du Rassemblement démocratique du peuple camerounais (RDPC), parti de Paul Biya. Il s'est présenté en 1997 à la députation comme candidat du RDPC. Son élection et les difficultés inattendues qu'il rencontra, ainsi que son expérience parlementaire, le conduisirent à publier, en 2002, un livre intitulé, Député de la Nation. Celui-ci constitue un constat amer sur le rôle du clientélisme et de la fortune personnelle possédée par les candidats dans la politique camerounaise.
Il s'est prononcé lors de la 35e journée internationale de la Francophonie pour une mise à niveau des pays les plus pauvres de la francophonie, par rapport aux puissances les plus riches (France, Belgique, Suisse, Canada), pour aller vers un véritable « espace solidaire pour un développement durable », conformément au thème retenu pour le Sommet de la francophonie à Ouagadougou en novembre 2004.
Son dernier ouvrage (2011), coécrit avec Thierry Michalon, porte sur les clivages ethniques en Afrique .
Njoh-Mouellé est intervenu le 17 juin 2013 au colloque public Savoirs contre pauvreté dans les murs du Collège de France. Le thème de sa conférence y était : Gouvernance mondiale ou gouvernance globale, la différence.
Depuis mai 2014, il réalise à intervalle à peu près mensuel de courtes vidéos nommées Questionnements philosophiques évoquant des sujets d'interrogation au quotidien.